# ジャバ・カンカヴァ
ジャバ・カンカヴァ（Jaba Kankava, グルジア語: ჯაბა კანკავა, 1986年3月18日 - ）は、ジョージアのサッカー選手。ポジションはMF。元ジョージア代表。

## クラブ歴
2004年、FCディナモ・トビリシでキャリアをスタートした。1年目にサカルトヴェロス・タシで優勝し、UEFAヨーロッパリーグでもプレーした。SKスラヴィア・プラハ戦では決勝ゴールを決め、グループステージ出場権獲得に貢献した。
ディナモ・トビリシで1シーズンを過ごした後、アラニア・ウラジカフカスに移籍し、12試合に出場した。2005年にアルセナル・キエフと契約を結んだ。アルセナル・キエフでは24試合に出場し、4ゴールを記録した。
2007年、リーグのライバルであるドニプロと3年契約を結んだ。初戦から先発メンバーに入ったが、ディナモ・キーウ戦で激しいタックルによりレッドカードを提示され、数試合を欠場した。翌シーズン、UEFAヨーロッパリーグ決勝のセビージャ戦に出場したが、これがドニプロでの最後の出場となった。ドニプロでの8年間で91試合に出場し4ゴールを記録した。
2015年、移籍金150万ユーロでリーグ・アンのスタッド・ランスに移籍した。ランスでの2シーズン目には、クラブの月間最優秀選手に3回選ばれ、最終的には年間最優秀選手に選ばれた。2017年7月、契約の終了に同意した。
2018年11月22日、FCトボルに加入し、2年契約を結んだ。
2021年1月16日、ヴァランシエンヌFCに移籍した。
2020-21シーズン終了後、ŠKスロヴァン・ブラチスラヴァに移籍した。

## 代表歴
2004年9月8日、2006 FIFAワールドカップ予選のアルバニア代表戦でA代表デビューを果たした。2021年に代表100試合出場を達成し、2022年1月27日に代表引退を表明した。代表では62試合でキャプテンを務めた。
2024年3月、UEFA EURO 2024予選・プレーオフで約2年ぶりの代表復帰。同年5月24日に発表されたUEFA EURO 2024の代表メンバーに選出されたが、同月30日に負傷により離脱。ガブリエル・シグアが追加招集された。

### 代表での出場記録
| ジョージア代表 | 国際Aマッチ | 国際Aマッチ |
| 年             | 出場        | 得点        |
| -------------- | ----------- | ----------- |
| 2004           | 1           | 0           |
| 2005           | 6           | 0           |
| 2006           | 8           | 1           |
| 2017           | 7           | 1           |
| 2008           | 3           | 0           |
| 2009           | 0           | 0           |
| 2010           | 1           | 0           |
| 2011           | 7           | 2           |
| 2012           | 7           | 0           |
| 2013           | 6           | 0           |
| 2014           | 7           | 1           |
| 2015           | 8           | 2           |
| 2016           | 2           | 0           |
| 2017           | 8           | 0           |
| 2018           | 8           | 2           |
| 2019           | 8           | 1           |
| 2020           | 7           | 0           |
| 2021           | 6           | 0           |
| 2024           | 1           | 0           |
| 合計           | 101         | 10          |

### 代表戦でのゴール
| #  | 開催日         | 開催地                                         | 対戦国       | スコア | 結果 | 大会                                   |
| -- | -------------- | ---------------------------------------------- | ------------ | ------ | ---- | -------------------------------------- |
| 1  | 2006年3月1日   | アタード、タカリ・ナショナル・スタジアム       | マルタ       | 2-0    | 2-1  | 親善試合                               |
| 2  | 2007年11月16日 | ドーハ、サーニー・ビン・ジャーシム・スタジアム | カタール     | 1-0    | 2-1  | 親善試合                               |
| 3  | 2011年6月3日   | スプリト、スタディオン・ポリュド               | クロアチア   | 1-0    | 1-2  | UEFA EURO 2012予選                     |
| 4  | 2011年9月6日   | アタード、タカリ・ナショナル・スタジアム       | マルタ       | 1-0    | 1-1  | UEFA EURO 2012予選                     |
| 5  | 2014年10月14日 | ファロ、エスタディオ・アルガルヴェ             | ジブラルタル | 3-0    | 3-0  | UEFA EURO 2016予選                     |
| 6  | 2015年3月25日  | トビリシ、ミヘイル・メスヒ・スタジアム         | マルタ       | 1-0    | 2-0  | 親善試合                               |
| 7  | 2015年10月12日 | ライプツィヒ、レッドブル・アレナ               | ドイツ       | 1-1    | 1-2  | UEFA EURO 2016予選                     |
| 8  | 2018年10月13日 | トビリシ、ボリス・パイチャーゼ・スタジアム     | アンドラ     | 3-0    | 3-0  | UEFAネーションズリーグ2018-19・リーグD |
| 9  | 2018年10月16日 | リガ、ダウガヴァ・スタディオン                 | ラトビア     | 1-0    | 3-0  | UEFAネーションズリーグ2018-19・リーグD |
| 10 | 2019年10月15日 | ジブラルタル、ヴィクトリア・スタジアム         | ジブラルタル | 2-0    | 3-2  | UEFA EURO 2020予選                     |

## タイトル
ディナモ・トビリシ
- サカルトヴェロス・タシ: 2003-04

スロヴァン・ブラチスラヴァ
- フォルトゥナ・リーガ: 2021-22, 2022-23

## 表彰
2014年3月30日、FCディナモ・キーウのキャプテンオレグ・グセフがGKのデニス・ボイコと衝突し、一時意識を失ってピッチに倒れた。グセフは舌を飲み込んで気道を塞いでいたところ、異常を察知したカンカヴァが即座に反応し、口に指を突っ込んで舌を引き上げ、気道を確保した。この功績により、2014年4月12日、ドニプロ・アリーナでのFCメタルルフ・ザポリージャ戦の前に、功労勲章を授与された。